# 埃卢马莱
埃卢马莱（Elumalai），是印度泰米尔纳德邦Madurai县的一个城镇。总人口14030（2001年）。

## 人口
该地2001年总人口14030人，其中男性7051人，女性6979人；0—6岁人口1373人，其中男669人，女704人；识字率56.34%，其中男性为67.21%，女性为45.35%。